# Gynaecologisch onderzoek
Het gynaecologisch/obstetrisch onderzoek bestaat uit:
- inspectie van de vulva
- het vaginaal toucher
- in speculumonderzoek, met behulp van het speculum
- echografie / echoscopie (transvaginaal of met transabdominaal probe).

Verder kan op indicatie uitgevoerd worden:
- hysterosalpingografie (HSG)
- laparoscopie, eventueel aangevuld met tubatesten met behulp van methyleenblauw
- hysteroscopie.